# Lichenophanes percristatus
Lichenophanes percristatus är en skalbaggsart som beskrevs av Pierre Lesne 1924. Lichenophanes percristatus ingår i släktet Lichenophanes och familjen kapuschongbaggar. Inga underarter finns listade i Catalogue of Life.